# Jack Bannon (Schauspieler, 1940)

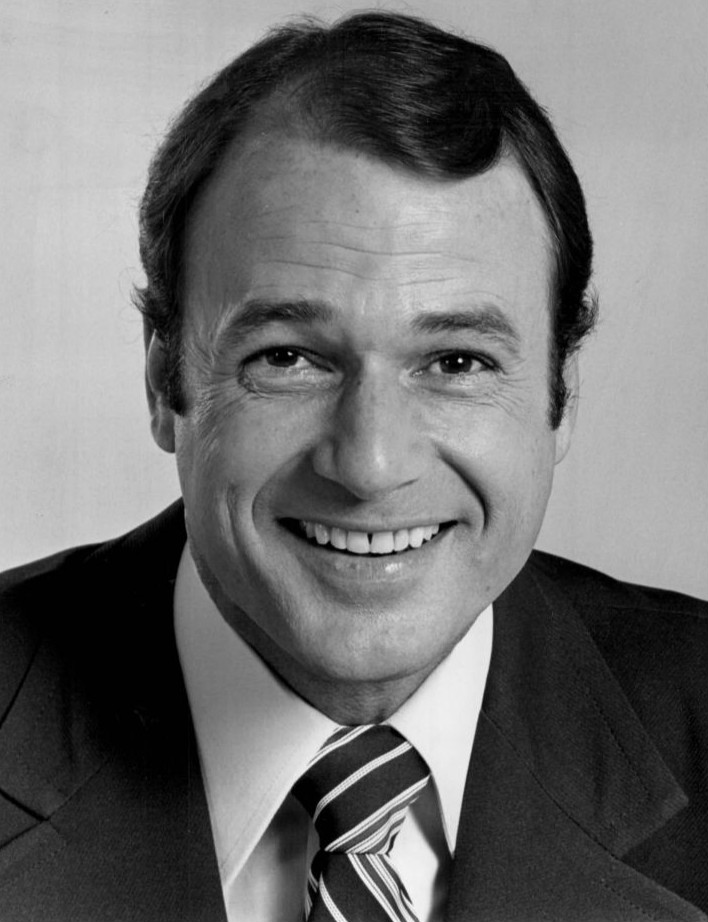
Jack Bannon

Jack Bannon, eigentlich John Bannon, (* 14. Juni 1940 in Los Angeles, Kalifornien; † 25. Oktober 2017 in Coeur d’Alene, Idaho) war ein US-amerikanischer Schauspieler.

## Leben
Jack Bannon begann seine Karriere Ende der 1960er Jahre. Er war zwar nur sehr selten in Spielfilmen zu sehen, spielte stattdessen jedoch zwischen Mitte der 1960er bis Mitte der 1990er Jahre Gastrollen in zahlreichen bekannten Fernsehserien wie Detektiv Rockford – Anruf genügt, Kojak – Einsatz in Manhattan und Drei Engel für Charlie. Bekanntheit beim US-amerikanischen Fernsehpublikum erlangte er ab 1977 durch seine Rolle des ‚Art Donovan‘ in der Serie Lou Grant, die er bis 1982 in 114 Folgen darstellte. Nachdem die Serie eingestellt worden war, erhielt er neben Lou Ferrigno eine der Hauptrollen in der Krankenhausserie Trauma Center, die jedoch nach 13 Folgen eingestellt wurde. Im Jahr darauf hatte er eine wiederkehrende Gastrolle in der Seifenoper Unter der Sonne Kaliforniens. Eine weitere wiederkehrende Seifenoper-Gastrolle hatte er 1988 in California Clan. Gegen Mitte der 1990er Jahre wurden seine Fernseh-Engagements seltener, in der Folge trat er in Nebenrollen in einigen B-Movies seines Schwagers Joey Travolta auf.
Bannon war seit 1983 in zweiter Ehe mit der Schauspielerin Ellen Travolta verheiratet und damit Schwager von John Travolta.

## Filmografie (Auswahl)
- 1967: Solo für O.N.C.E.L. (The Man from U.N.C.L.E., Fernsehserie)
- 1967: Zeit der Sehnsucht (Days of Our Lives, Fernsehserie)
- 1968: Invasion von der Wega (The Invaders, Fernsehserie)
- 1968: Mannix (Fernsehserie)
- 1970: Lassie (Fernsehserie)
- 1976: Detektiv Rockford – Anruf genügt (The Rockford Files, Fernsehserie)
- 1976: Kojak –  Einsatz in Manhattan (Kojak, Fernsehserie)
- 1977: Drei Engel für Charlie (Charlie’s Angels, Fernsehserie)
- 1977–1982: Lou Grant (Fernsehserie)
- 1981: Love Boat (Fernsehserie)
- 1983: Ein Colt für alle Fälle (The Fall Guy, Fernsehserie)
- 1984: Simon & Simon (Fernsehserie)
- 1984: Unter der Sonne Kaliforniens (Knots Landing, Fernsehserie)
- 1985: Das Model und der Schnüffler (Moonlighting, Fernsehserie)
- 1985: Falcon Crest (Fernsehserie)
- 1985: Remington Steele (Fernsehserie)
- 1986: Hunter (Fernsehserie)
- 1986: Matlock (Fernsehserie)
- 1986: Mord ist ihr Hobby (Murder, She Wrote, Fernsehserie)
- 1988: Cagney & Lacey (Fernsehserie)
- 1988: California Clan (Santa Barbara, Fernsehserie)
- 1988: Der Denver-Clan (Dynasty, Fernsehserie)
- 1990: Ein gesegnetes Team (Father Dowling Mysteries, Fernsehserie)
- 1990: Harrys wundersames Strafgericht (Night Court, Fernsehserie)
- 1991: MacGyver (Fernsehserie)
- 1992: Golden Girls (Fernsehserie)
- 1995: Dr. Quinn – Ärztin aus Leidenschaft (Dr. Quinn, Medicine Woman, Fernsehserie)